# Unterscheid
Unterscheid ist ein Ortsteil im Stadtteil Schildgen von Bergisch Gladbach.

## Geschichte
Der Name Unterscheid geht auf die Hofstelle Unterscheid zurück, die in der hochmittelalterlichen Rodeepoche als Lehngut der Grundherrschaft Osenau angelegt wurde. 1414 wurde die Siedlung im Hofregister der Herrschaft Osenau in der Form Schaidt erwähnt und in der Zehntliste von 1602 als das Gut zum Scheit bezeichnet.
Aus einer erhaltenen Steuerliste von 1586 geht hervor, dass die Ortschaft Teil der Honschaft Grimßgewalt im Kirchspiel Odenthal war. Die Topographia Ducatus Montani des Erich Philipp Ploennies, Blatt Amt Miselohe, belegt, dass der Wohnplatz 1715 als Hof kategorisiert wurde und mit Scheid bezeichnet wurde. Carl Friedrich von Wiebeking benennt die Hofschaft auf seiner Charte des Herzogthums Berg 1789 als Scheid. Aus ihr geht hervor, dass Unterscheid zu dieser Zeit Teil von Unterodenthal in der Herrschaft Odenthal war.
Unter der französischen Verwaltung zwischen 1806 und 1813 wurde die Herrschaft aufgelöst. Unterscheid wurde politisch der Mairie Odenthal im Kanton Bensberg zugeordnet. 1816 wandelten die Preußen die Mairie zur Bürgermeisterei Odenthal im Kreis Mülheim am Rhein. 
Der Ort ist auf der Topographischen Aufnahme der Rheinlande von 1824 und auf der Preußischen Uraufnahme von 1840 als Scheid verzeichnet. Ab der Preußischen Neuaufnahme von 1892 ist er auf Messtischblättern regelmäßig als Unterscheid oder ohne Namen verzeichnet. 
Unterscheid war seit jeher Teil der katholischen Pfarrgemeinde Odenthal bis zur Abpfarrung von Schildgen. Im Zuge der kommunalen Neugliederung kam Unterscheid 1975 mit Schildgen zur Stadt Bergisch Gladbach.
| Jahr | Einwohner | Wohn- gebäude | Kategorie  | Bemerkung    |
| ---- | --------- | ------------- | ---------- | ------------ |
| 1822 | 66        |               | Ackergüter | gen. Scheidt |
| 1830 | 79        |               | Ackergut   | gen. Scheid  |
| 1845 | 47        | 8             | Ackergüter | gen. Scheid  |
| 1871 | 40        | 7             | Hofstelle  |              |
| 1885 | 39        | 9             | Wohnplatz  |              |
| 1905 | 28        | 6             | Wohnplatz  |              |

## Etymologie
Scheid leitet sich vom althochdeutschen sceit (= Grenze) her. Es bezeichnet in Flurnamen eine Grenze, bei der es sich vielfach um eine bewaldete Erhöhung zwischen zwei Tälern als Trennlinie handelt. Die Siedlung ist folglich eine untere Grenze und verweist damit auf die Gemarkungsgrenze zu Odenthal.